# Centrum Klima
Centrum Klima Spółka Akcyjna – do 2014 wiodący na rynku polskim oraz liczący się w Europie producent i dystrybutor systemów wentylacyjnych i klimatyzacyjnych. W 2012 roku spółka została przejęta przez światowego potentata w dziedzinie wentylacji firmę Lindab i weszła w skład międzynarodowej Grupy, przyczyniając się istotnie do zwiększenia pozycji firmy Lindab na rynku polskim. Firma działała na rynku wentylacji i klimatyzacji od 1995 roku, w latach 2009-2012 akcje spółki notowane były na rynku podstawowym Giełdy Papierów Wartościowych w Warszawie. Od czerwca 2012 roku Lindab posiada 100% akcji spółki i wycofał je z obrotu na rynku GPW. Przedsiębiorstwo prowadziło działalność spełniając wymagania normy ISO 9001:2008. 8 lipca 2014 roku nastąpiło oficjalne połączenie firmy ze spółką Lindab Sp. z o.o.

## Historia
W 1995 roku powołana została do życia spółka Centrum Klima Sp. z o.o. zajmująca się produkcją, sprzedażą oraz montażem instalacji wentylacji i klimatyzacji. Dzięki ciągłemu rozwojowi i wypracowanej jakości produkty spółki w 2004 roku, wraz z wejściem Polski do UE, trafiły na rynki europejskie. Ciągłe inwestycje w rozwój oraz zaplecze produkcyjne i magazynowe, doprowadziły do przełomu w 2008 roku, w którym został zmieniony status prawny spółki na Centrum Klima Spółka Akcyjna oraz jej debiutu na rynku NewConnect. Po debiucie giełdowym działania handlowe zostały rozszerzone o rynek iberyjski i skandynawski. Akcje Centrum Klima zostały wycofane z GPW po przejęciu spółki przez szwedzką grupę Lindab. 8 lipca 2014 roku nastąpiło połączenie ze spółką Lindab Sp. z o.o. i Centrum Klima stanowi oficjalnie Dział Wentylacji firmy Lindab Sp. z o.o. 

## Nagrody
Najważniejsze nagrody przyznane spółce:
- 2013, 2012, 2009, 2008, 2007, 2006, 2005 oraz 2003 roku - Gazele Biznesu[4]
- 2010[5], 2011[6], 2012[7] - Diamenty Forbesa
- Styczeń 2009 - wyróżnienie za pierwszy debiut na rynku głównym GPW – wyróżnienie od Kapituły za sukces w czasie bessy[8]
- Luty 2010 - Jakość Roku 2009 w kategorii produkt
- Grudzień 2010 roku - Innowacja Roku 2010 w kategorii nowoczesna firma w III edycji konkursu "Krajowi Liderzy Innowacji i Rozwoju"[9]